# Kaple Nejsvětější Trojice (Rozsochatec)
Kaple Nejsvětější Trojice v Rozsochatci je projekt stavitele Jana Blažeje Santiniho-Aichela, který však nikdy nebyl realizován a zůstal jen ve stadiu projektu.

## Historie
Po morové epidemii, která zasáhla České země v roce 1713, přislíbil baron František Leopold Bechyně, svobodný pán z Lažan, stavbu kaple Nejsvětější Trojice jakožto poděkování za odvrácení moru. Bechyně poslal žádost o povolení stavby do Prahy arcibiskupské konzistoři (3. 10. 1714) a ta mu následně byla povolena vyrozuměním ze 12. listopadu 1714. Jako hlavní důvod uvedl velkou vzdálenost farního kostela – nejbližší se nacházel v Habrech (ty leží asi 19 km od Rozsochatce směrem na Čáslav). Zároveň žádal, aby benedikaci dokončené stavby provedl žďárský opat Václav Vejmluva. Z realizace nakonec z nám dnes neznámých důvodů sešlo. Lze se jen dohadovat, zda Lažanskému jednoduše došly peníze, nebo zda projekt potkaly jiné těžkosti. Stavba tak dnes existuje pouze coby projekt na papíře.

## Santini a Rozsochatec
O pobytu Jana Blažeje Santiniho-Aichela v Rozsochatci víme díky záznamu v deníku želivského opata Jeronýma Hlíny ze dne 10. září 1714. V té době Santini pracoval na přestavbě želivského konventního kostela Narození Panny Marie (1713-20) a opat Hlína si zapsal poznámku, že Santini několik dní pobýval u Lažanského. Z tohoto pobytu tak pravděpodobně vzešly plány, které následně Lažanský posílá do Prahy jako přílohu k žádosti. Máme tak zde doloženou účast tohoto výjimečného architekta, jehož osobitý styl ostatně dokazuje i dochovaná skica.

## Projekt kaple a její popis
Půdorysné řešení kaple ve tvaru rovnostranného trojúhelníka odráží ikonograficky její zasvěcení. Tento motiv se v Santiniho díle objevuje častěji (na půdorysu trojúhelníka byla postavena např. piaristická kolej v Rychnově nad Kněžnou či kaple Nejsvětější Trojice u Ostružna). V Českých zemích pak poprvé tento půdorys použil Santiniho učitel Jean Baptiste Mathey. 
Santini se zde snažil narušit plošnost zdí vložením konkávních rizalitů, které však jen poměrně málo vystupují z hmoty zdiva. Z půdorysu je také patrné, že po stranách každého rizalitu měly být lizénové rámce. Vstup do kaple měl být umožněn třemi portály v průčelích rizalitů. Nad vstupy je vždy jedno obdélné okno. Vnější fasádu člení římsa horizontálně na dvě patra a lizény vertikálně. První patro završuje korunní římsa, na níž nasedá přímo mansardová střecha. Ta je pak zakončena trojbokou lucerničkou, jejíž povrch člení konkávní dvojité voluty a je zakončena jehlanovou stříškou se symbolem Nejsvětější Trojice (pravděpodobně provedeným v kovu). Interiér je založen na principu šestiboké centrály, zaklenuté kupolí nasedající na tři pendentivy. 
V plánech jsou patrné dvě místnosti ve hmotě nároží – je to na jižní straně točité schodiště vedoucí patrně do patra na snad průchozí empory (tak, jak tomu je např. u poutního kostela sv. Jana Nepomuckého na Zelené Hoře) a na severní straně měla být snad sakristie. Vnitřní prostor je dále členěn na tři kaple s trojicí oltářů. Velmi zajímavá mohla být otázka vnitřní výzdoby. Santini slohově tíhl k Braunovi a jeho žákům a následníkům. Stejně tak jsou některé jeho stavby vybaveny sochařskými díly Matěje Václava Jäckela a jeho dílny (např. Panenské Břežany, či Sedlec u Kutné Hory) představující poněkud méně expresivní polohu italského barokního sochařství.